# Joachim Erdmann von Arnim
Joachim Erdmann von Arnim (geboren 24. April 1741 in Gerswalde; gestorben 17. Januar 1804 in Berlin) war ein Königlich Preußischer Kammerherr und Diplomat.

## Leben
Er entstammte dem Adelsgeschlecht Arnim aus dem uckermärkischen Familienzweig Blankensee. Sein Vater war Otto von Arnim (1682–1748), seine Mutter dessen zweite Frau und Cousine Anna Louise von Arnim (1710–1785). Da Otto von Arnim aus beiden Ehe insgesamt zwanzig Kinder hatte, mussten sich die überlebenden sieben Söhne das Erbe teilen. Johann Erdmann erhielt das Vorwerk Neudorf, Kölpin, Kaakstedt und 885 Morgen Wald. Nach dem Besuch der Ritterakademie in Liegnitz studierte er ab 1756 die Rechte in Frankfurt an der Oder.
Nach kurzem Studium wurde er Kammerherr und erhielt zudem zwei Pfründe als Domherr am Dom in Brandenburg und Domdechant am Dom zu Kammin. Zudem war er Ritter des Johanniterordens und designierter Kommendator auf die Kommende Werben. Im Jahr 1763 kaufte er das nahe an seinen bisherigen Ländereien liegende Gut Friedenfelde und ließ es im Stil des Rokoko umbauen. Dafür gründete er die später Erdmannswalde genannte Ziegelei.
1770 ernannte ihn der preußischen König Friedrich II. zum Gesandten am dänischen Hof von Christian VII. in Kopenhagen, wo er den Danebrog-Orden verliehen bekam. Dort erlebte er den Aufstieg und Fall von Johann Friedrich Struensee. In seiner dänischen Zeit erwarb er für 200 Reichstaler einen Sklaven, der 1780 in Berlin juristisch seine Freilassung verlangte. Friedrich II. lehnte jedoch die Freilassung ab. Im Dezember 1774 wurde von Arnim entlassen, weil er die Teilnahme an der Geburtstagsfeier von Juliane von Braunschweig-Wolfenbüttel, der Stiefmutter des dänischen Königs und engen Vertrauten des preußischen Königs, versäumt hatte. Anschließend diente Arnim ein Jahr als Gesandter in Dresden. 1776 wurde er Intendant der Berliner Königlichen Oper und des neugegründeten Französischen Komödienhauses am Gendarmenmarkt. Durch die Schließung beider Spielstätten aufgrund des Ausbruchs des Bayerischen Erbfolgekriegs 1778 blieb Arnim auf hohen Schulden für seine Investitionen sitzen.
1777 heiratete der 36-jährige Arnim die sechzehnjährige Amalie Caroline von Labes (1761–1781). Ihr Vater, der Jurist Hans Labes (1731–1776), war kurz vor seinem Tod geadelt worden. Seine Witwe Karoline von Labes geb. Daum verw. Fredersdorff (1730–1810) kaufte 1780 das Ländchen Bärwalde mit Schloss Wiepersdorf und weiteren Rittergütern und überließ es ihrer einzigen Tochter als Mitgift. Die Güter Wiepersdorf, Bärwalde und Herbersdorf wurden verpachtet, während die Familie in Berlin lebte. Ihr erster Sohn war Karl Otto Ludwig von Arnim (1779–1861). Drei Wochen nach der Geburt ihres zweiten Sohnes, des späteren Dichters Achim von Arnim (1781–1831), starb Amalie Caroline mit nur 19 Jahren. Die Erziehung der Kinder und die Verwaltung des Ländchens überließ Arnim weitgehend seiner Schwiegermutter, die den Enkeln 1802 auch eine Bildungsreise finanzierte. Er selbst lebte zurückgezogen auf Gut Friedenfelde oder in seiner Wohnung in Berlin.
Er starb 1804 in Berlin und wurde in der Dorfkirche Kaakstedt begraben, deren Patron er war. Seinen Söhnen hinterließ er neben Schulden das heruntergekommene Gutshaus Friedenfelde.